# Nils Duerinck
Nils Duerinck, född 20 mars 1984, är en friidrottare från Belgien. Han deltog vid olympiska sommarspelen 2008 och olympiska sommarspelen 2012.